# اپینگ
latitudeاپینگlongitudeاپینگ
اپینگ (به انگلیسی: Epping) یک شهرک در بریتانیا است که در اسکس واقع شده‌است.

## خصوصیات
اپینگ ۷٫۷۳ کیلومترمربع مساحت و ۱۱٬۰۴۷ نفر جمعیت دارد.